# 菲奥拉诺-莫代内塞
菲奥拉诺-莫代内塞，是意大利摩德纳省的一个市镇。总面积26.37平方公里，人口16990人，人口密度644.3人/平方公里（2009年）。ISTAT代码为036013。